# Joe Santos
Joe Santos, de son vrai nom Joseph Minieri, est un acteur américain, né le 9 juin 1931 à Brooklyn (New York) et mort le 18 mars 2016 à Santa Monica (Californie).

## Biographie
Il est le fils de Joseph Minieri et Rose Sarno.
Il commence sa carrière d'acteur au milieu des années 1960 sous la direction de son cousin, le réalisateur Joseph W. Sarno. Il apparaît dans sept épisodes de Les Soprano comme Angelo Garepe en 2004.

## Filmographie sélective

### Cinéma
- 1971 : Panique à Needle Park (The Panic in Needle Park) : inspecteur DiBono
- 1972 : Les Nouveaux Exploits de Shaft (Shaft's Big Score!) : Pascal
- 1973 : Blade : Spinelli
- 1974 : Zandy's Bride de Jan Troell
- 1983 : Tonnerre de feu (Blue Thunder) : Montoya
- 1991 : Le Dernier Samaritain (The Last Boy Scout) : lieutenant Benjamin Bessalo
- 1997 : Postman : le colonel Getty
- 2000 : Auggie Rose de Matthew Tabak
- 2015 : Chronic de Michel Franco

### Télévision
- 1974 : 200 dollars plus les frais (The Rockford Files) (série télévisée) : sergent Dennis Becker (1974-1979)
- 1974 : Les Rues de San Francisco (série télévisée) - Saison 2, épisode 22 (Rampage) : Frank Perez
- 1986 : Magnum (série télévisée) : lieutenant de police Nolan Page (5 épisodes)
- 1986 : MacGyver (saison 2, épisode 2 "Le liquidateur") : Jimmy Kendall
- 1987 : MacGyver (saison 3, épisode 3 "Le retour de Jimmy") : Jimmy Kendall / Lou Rizzo